# English Club TV
 (juillet 2023).
La mise en forme du texte ne suit pas les recommandations de Wikipédia : il faut le « wikifier ».
Les points d'amélioration suivants sont les cas les plus fréquents :
- Les titres sont pré-formatés par le logiciel. Ils ne sont ni en capitales, ni en gras.
- Le texte ne doit pas être écrit en capitales (les noms de famille non plus), ni en gras, ni en italique, ni en « petit »…
- Le gras n'est utilisé que pour surligner le titre de l'article dans l'introduction, une seule fois.
- L'italique est rarement utilisé : mots en langue étrangère, titres d'œuvres, noms de bateaux, etc.
- Les citations ne sont pas en italique mais en corps de texte normal. Elles sont entourées par des guillemets français : « et ».
- Les listes à puces sont à éviter, des paragraphes rédigés étant largement préférés. Les tableaux sont à réserver à la présentation de données structurées (résultats, etc.).
- Les appels de note de bas de page (petits chiffres en exposant, introduits par l'outil «  Source ») sont à placer entre la fin de phrase et le point final[comme ça].
- Les liens internes (vers d'autres articles de Wikipédia) sont à choisir avec parcimonie. Créez des liens vers des articles approfondissant le sujet. Les termes génériques sans rapport avec le sujet sont à éviter, ainsi que les répétitions de liens vers un même terme.
- Les liens externes sont à placer uniquement dans une section « Liens externes », à la fin de l'article. Ces liens sont à choisir avec parcimonie suivant les règles définies. Si un lien sert de source à l'article, son insertion dans le texte est à faire par les notes de bas de page.
- La présentation des références doit suivre les conventions bibliographiques. Il est recommandé d'utiliser les modèles {{Ouvrage}}, {{Chapitre}}, {{Article}}, {{Lien web}} et/ou {{Bibliographie}}. Le mode d'édition visuel peut mettre en forme automatiquement les références.
- Insérer une infobox (cadre d'informations à droite) n'est pas obligatoire pour parachever la mise en page.

Pour une aide détaillée, merci de consulter Aide:Wikification.
Si vous pensez que ces points ont été résolus, vous pouvez retirer ce bandeau et améliorer la mise en forme d'un autre article.
 (septembre 2015).
Si vous disposez d'ouvrages ou d'articles de référence ou si vous connaissez des sites web de qualité traitant du thème abordé ici, merci de compléter l'article en donnant les références utiles à sa vérifiabilité et en les liant à la section « Notes et références ».
English Club TV est une chaîne de télévision diffusée par des satellites Astra4A et MEASAT-3a (en) en Europe, Asie, Afrique, Amérique Latine et Proche-Orient. 
Selon les chiffres de juin 2015, plus de 16 millions d’abonnés de plus de 400 fournisseurs regardent chaque jour la chaîne English Club TV dans les 73 pays du monde. Le contenu de la chaîne est disponible sur OTT, VoD, DTH, IPTV et des plates-formes portables.

## Émissions pour enfants
English Club TV et Oreille TV ont élaboré un bloc spécial d'émissions pour les petits téléspectateurs de 3 à 10 ans. Ce bloc propose à des enfants non seulement des dessins animés, mais aussi des émissions différentes créées spécialement pour améliorer la perception et la compréhension de la langue. Toutes les émissions sont élaborées par des enseignants et des spécialistes expérimentés des méthodes d’enseignement.
Le bloc d’émissions pour enfants propose :
- des plus récentes méthodes d’enseignement pour enfants ;
- des émissions interactives pour améliorer la perception de l’anglais ;
- des dessins animés éducatifs et spectaculaires.

Le visionnement des émissions aide aux enfants à :
- développer l’attention et ouvrir l’entendement ;
- enrichir le vocabulaire ;
- développer des acquis de base.

## Disponibilité
La chaîne est disponible dans les pays suivants : Albanie, Algérie, Angola, Autriche, Bénin, Bosnie-Herzégovine, Bulgarie, Burkina Faso, Burundi, Cameroun, Canada, République Centrafricaine, Tchad, Chine, Comores, Congo, Croatie, Chypre, République démocratique du Congo, Djibouti, Guinée équatoriale, Estonie, Finlande, France, Gabon, Gambie, Géorgie, Ghana, Guinée-Bissau, Guinée, Hongrie, Indonésie, Italie, Côte-d'Ivoire, Kazakhstan, Kenya, Lettonie, Liban, Liberia, Madagascar, Malawi, Mali, Mauritanie, Moldavie, Monténégro, Maroc, Niger, Nigeria, Pologne, Roumanie, Russie, Rwanda, Sao Tomé, Sénégal, Serbie, Seychelles, Sierra Leone, Singapour, Slovaquie, Slovénie, Suisse, Corée du Sud, Sud-Soudan, Soudan, Taïwan, Tanzanie, République tchèque, Belarus, Togo, Turquie, Émirats arabes unis, Ouganda, Ukraine, Zambie, Zimbabwe.
Selon les chiffres de 2015, les chaînes télévisées English Club TV sont disponibles dans des réseaux de plus de 400 fournisseurs de télévision par câble, dont les plus importants sont : Turksat, TTNET (Turkie), Free, Numericable, Bouygues Telecom, Canalsat (France), Canal Overseas (Afrique), Slovak Telecom, O2 (République tchèque), T-2 (Slovénie), Netia (Pologne), Rostelecom, Beeline, MTS (Russie), Du (EAU), Maroc Telecom, Telecom Italia, и Transvision (Indonesie).